# Partido Octubrista
El Partido Octubrista (en ruso Октябристы), formalmente llamado Unión del 17 de Octubre en honor al Manifiesto de Octubre, fue un partido político ruso, ubicado en el centro del espectro político y de carácter no revolucionario. 

## El partido
Fue fundado a finales de octubre de 1905, a resultas de la Revolución rusa de 1905, y con el objetivo de defender desde el constitucionalismo las concesiones arrancadas al zar Nicolás II. A partir de 1906 fue dirigido por el empresario Aleksándr Guchkov y consiguió el apoyo del ala centrista-liberal de la aristocracia, de empresarios y algunos burócratas imperiales. Otros líderes fueron Mijaíl Rodzianko, su representante Kammenoki[cita requerida] y Mijaíl Kapustin, llamado "octubrista de izquierda".
Comprometidos con asegurar una monarquía constitucional, dieron apoyo, si bien crítico, a los gobiernos de Serguéi Witte en 1905-1906 y Piotr Stolypin en 1906-1911. Cuando la Segunda Duma fue disuelta por el gobierno zarista en 1907, para la elección de la Tercera Duma la nueva ley electoral aumentaba considerablemente la cantidad de representantes de los terratenientes y de la burguesía comercial e industrial. Así, de los 442 diputados electos había 171 de derechas (de las Centurias Negras), 113 octubristas, 101 kadetes, trece trudovikí (grupo de trabajo) y dieciocho socialdemócratas. La representación de los kadetes, o miembros del Partido Constitucional democrático, se había visto reducida dado que muchos de sus miembros se habían pasado a los octubristas.
Muchas posiciones adoptadas por los octubristas fueron consideradas por los bolcheviques como útiles a sus objetivos. Lenin, en La actitud de las clases y los partidos frente a la religión dice: «Los octubristas y los kadetes que atacaron en la Tercera Duma a la extrema derecha, a los clericales y al Gobierno, facilitaron enormemente nuestra tarea al revelar la actitud de la burguesía frente a la Iglesia y la religión».
Para la elección de 1912 el número de escaños del partido se había reducido mucho y con el estallido de la Primera Guerra Mundial en 1914 ya no había lugar para los partidos moderados, con lo que el Partido Octubrista dejó de existir para 1915. Algunos de sus miembros continuaron participando en la política rusa hasta la Revolución de febrero de 1917 y en la posterior guerra civil rusa, del lado del Movimiento Blanco.